# Nebridi (bisbe de Barcelona)
Nebridi fou bisbe de Barcelona pels volts del 540. Flórez és de l'opinió que és diferent del contemporani bisbe Nebridi d'Ègara basant-se en la relació de bisbes assistents al Concili de Barcelona (540) convocat per l'arquebisbe de Tarragona Sergi en què apareix als Canones Barcinonenses publicada per Loaysa, amb l'anotació Nebridius Barcinonensis. La seva precedència just després del metropolità Sergi i per davant de Casonci (bisbe d'Empúries), Andreu (Lleida), Estafili (Girona), Joan (Saragossa) i Asellus (Tortosa); asseguren una gran antiguitat en la seu barcelonina que Flórez estima en una vintena d'anys. També s'han plantejat dubtes sobre que siguin el mateix personatge per la preeminència que prengueren les ampliacions dels edificis de la diòcesi d'Ègara en un període de floriment que difícilment s'explica per una reabsorció del bisbat d'Ègara amb el de Barcelona.